# Anne Dallas Dudley
Anne Dallas Dudley de soltera Annie Willis Dallas; (Nashville, 13 de noviembre de 1876 – Belle Meade, 13 de septiembre de 1955) fue una activista estadounidense del movimiento por el sufragio femenino. Fue una líder nacional y estatal en la lucha por el sufragio femenino que trabajó para asegurar la ratificación de la Enmienda 19 en Tennessee. Después de fundar la Liga de Sufragio Igualitario de Nashville y servir como su presidenta, ascendió en las filas del movimiento, sirviendo como Presidenta de la Asociación de Sufragio Igualitario de Tennessee y luego como Tercera Vicepresidenta de la Asociación Nacional estadounidense de Sufragio Femenino, donde ayudó a dirigir los esfuerzos necesarios para lograr la ratificación de la Decimonovena Enmienda a la Constitución de los Estados Unidos, que otorgaba a las mujeres el derecho al voto en todo el país. Se destaca especialmente por sus esfuerzos exitosos para que la Decimonovena Enmienda sea ratificada en su estado natal de Tennessee, el último estado necesario para que la enmienda entrara en vigor.

## Biografía
Nacida como Annie Willis Dallas en Nashville, Tennessee, en 1876 en el seno de una familia de clase alta. Su padre, Trevanion B. Dallas, se mudó a Nashville en 1869 y se estableció como empresario en la industria textil. Su abuelo, Alexander J. Dallas, había sido comodoro en la Marina de los EE. UU., mientras que su hermano, George M. Dallas, se desempeñó como vicepresidente de los Estados Unidos durante la presidencia de James K. Polk.
Annie Dallas se educó en Ward's Seminary y Price's College for Young Ladies, ambos en Nashville. En 1902, en una ceremonia tranquila en la Catedral de Christ Church, se casó con Guilford Dudley (1854-1945), banquero y corredor de seguros. Juntos tuvieron tres hijos, Ida Dallas Dudley (1903-1904), que murió en la infancia, Trevania Dallas Dudley (1905-1924) y Guilford Dudley, Jr. (1907-2002).

### Movimiento por el sufragio femenino
Unos años después de casarse, se involucró en el movimiento por la templanza como partidaria de la prohibición del alcohol. A través de su trabajo en el movimiento por la templanza y su asociación con amigas como María Daviess e Ida Clyde Clark, Dudley se convenció de que el lugar de las mujeres en la sociedad solo podría mejorar si se les permitía votar. En ese momento, sin embargo, la mayoría de hombres y mujeres se oponían a la idea de que las mujeres participaran en el proceso político.
| "Nunca he conocido a un hombre o mujer que negara que los impuestos sin representación son tiranía. Nunca he visto a alguien que fuera tan traidor a nuestra forma de gobierno que no creyera que el gobierno se basa en el consentimiento de los gobernados. Este es un gobierno de, para y por el pueblo, y sólo la ley niega que las mujeres sean personas”.—Anne Dallas Dudley, 1913 |

En septiembre de 1911 Dudley, Daviess, Clark y otras mujeres se reunieron en el salón trasero del hotel Tulane y fundaron la Liga de Igualdad de Sufragio de Nashville, una organización dedicada a generar apoyo local para lograr la aprovación del sufragio femenino mientras «evitaban en serio y en silencio los métodos militantes». Dudley fue seleccionado como el primer presidente de la organización. Durante su presidencia, la liga organizó gigantescos desfiles por el sufragio durante el Primero de Mayo, generalmente encabezados por Dudley y sus hijos. También ayudó a llevar la Convención Nacional del Sufragio a Nashville en 1914. En ese momento, era una de las convenciones más grandes jamás celebradas en la ciudad.
Después de servir como presidenta de la liga local durante cuatro años, fue elegida para encabezar la Asociación de Igualdad de Sufragio de Tennessee en 1915. Durante este tiempo, ayudó a presentar y cabildear por una enmienda que permitiera el sufragio femenino en la constitución estatal. Aunque la enmienda fue rechazada, la legislatura estatal finalmente aprobó una medida posterior para otorgar a las mujeres el derecho al voto en las elecciones presidenciales y municipales en 1919.
En 1917 se convirtió en la tercera vicepresidenta de la Asociación Nacional Estadounidense del Sufragio Femenino, donde contribuyó al avance de la legislación sobre el tema del sufragio femenino. En 1920, Dudley, junto con Catherine Talty Kenny y Abby Crawford Milton, encabezaron la campaña en Tennessee para aprobar la ratificación de la Decimonovena Enmienda a la Constitución de los Estados Unidos. El 18 de agosto Tennessee se convirtió en el estado número 36 y decisivo en ratificar la enmienda, otorgando así a las mujeres el derecho al voto en todo el país.

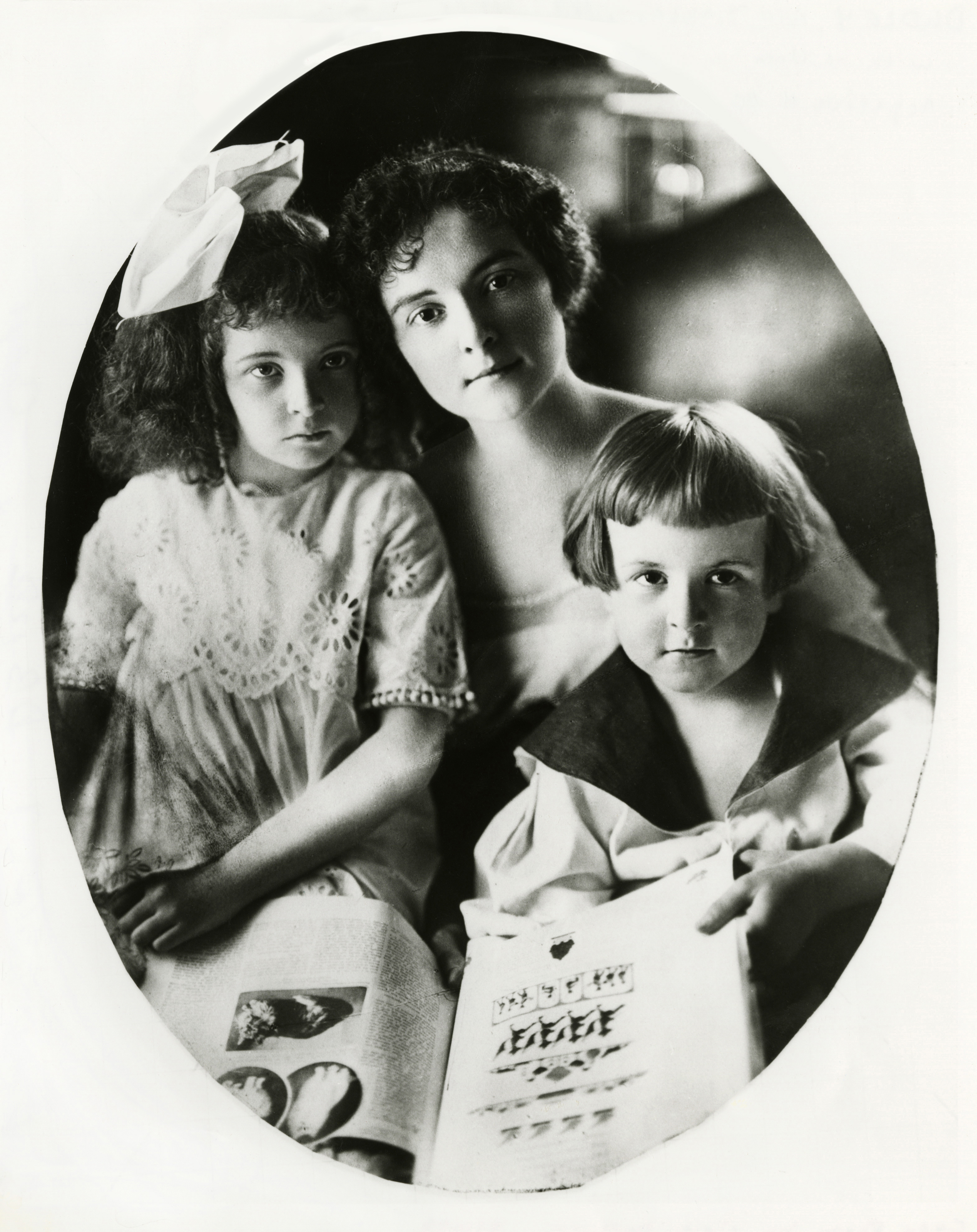
Esta fotografía de Dudley con sus hijos circuló ampliamente con materiales publicitarios del sufragio en un esfuerzo por contrarrestar los estereotipos de las sufragistas como radicales masculinos.

### Vida posterior

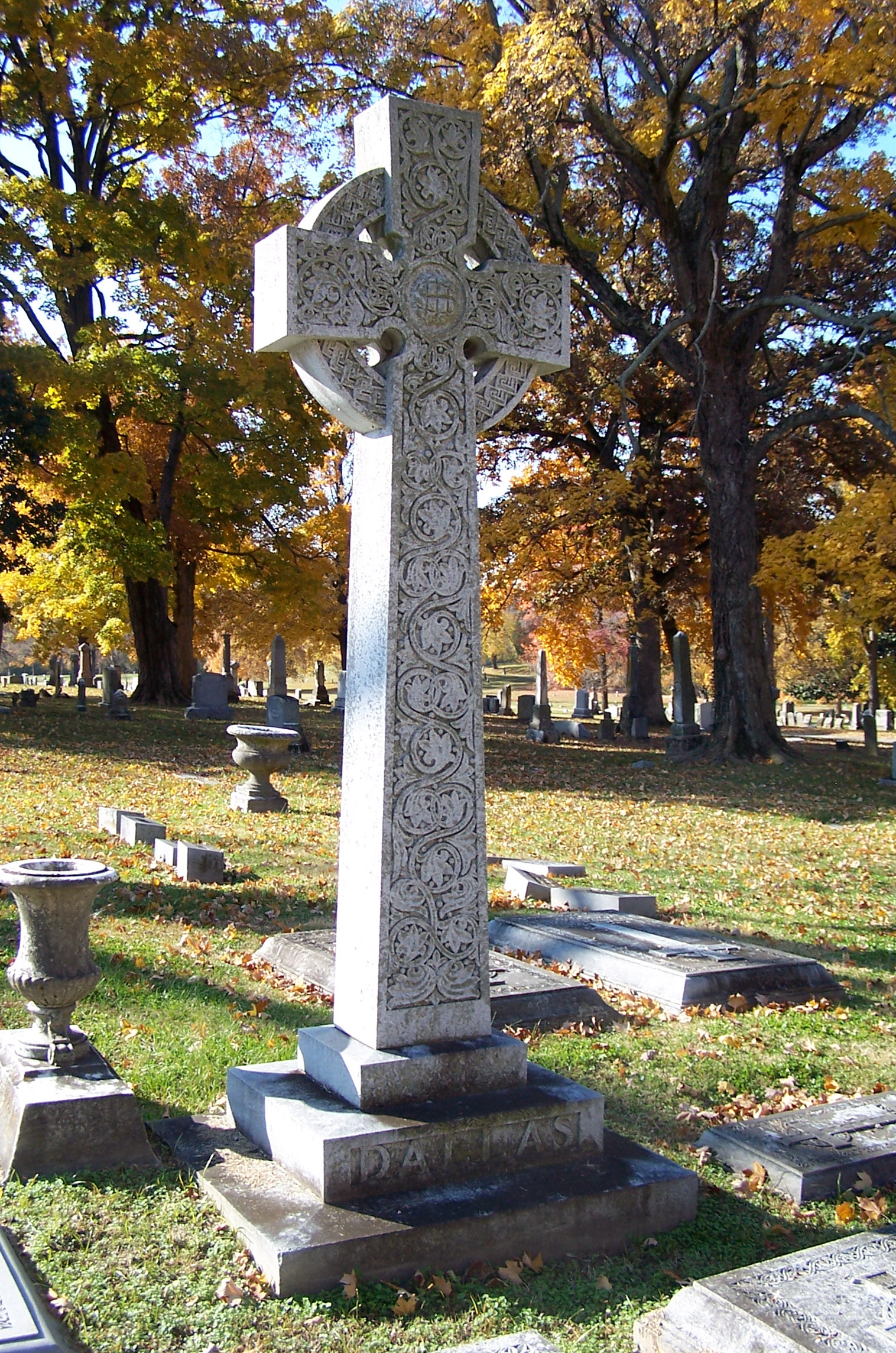
Una cruz celta se encuentra en el centro de la sepultura de la familia Dallas.

Tras el éxito de la campaña por el sufragio, Dudley se convirtió en la primera mujer presidenta asociada del Comité Demócrata de Tennessee. También fue seleccionada como la primera mujer delegada general a la Convención Nacional Demócrata de 1920. La participación de Dudley en la política disminuyó significativamente en los años siguientes, y sus esfuerzos se centraron en causas cívicas y benéficas durante el resto de su vida. Fue una trabajadora activa de la Cruz Roja Americana durante la Segunda Guerra Mundial y luego se desempeñó como presidenta de la junta de la Asociación para la Preservación de Antigüedades de Tennessee.
Dudley murió repentinamente el 13 de septiembre de 1955 de una oclusión coronaria en su casa en Belle Meade en Tennessee. En el momento de su muerte tenía 78 años, y fue enterrada con su familia en el cementerio Mount Olivet en Nashville.

## Legado
El legado de Dudley ha sido honrado de muchas maneras, por ejemplo es una de las tres mujeres que aparecen en el Tennessee Woman Suffrage Memorial en Knoxville, Tennessee, junto con Lizzie Crozier French de Knoxville y Elizabeth Avery Meriwether de Memphis, también aparece junto con otros diez tennesseanos prominentes en El Orgullo de Tennessee, el retrato oficial del bicentenario del estado de Tennessee que cuelga en el Capitolio del Estado de Tennessee. También hay un marcador histórico en el Centennial Park de Nashville dedicado a ella. Además fue incluida en el National Women's Hall of Fame en 1995. Un edificio de apartamentos terminado en 2015 en Elliston Place en Nashville se llama "The Dallas" en honor a ella.
El 26 de agosto de 2016 como parte del Día de la Igualdad de la Mujer, se inauguró un monumento de Alan LeQuire en el Centennial Park en Nashville, con representaciones de Dudley, Carrie Chapman Catt, Abby Crawford Milton, Juno Frankie Pierce y Sue Shelton White.
En 2017 el Capitol Boulevard situado en el centro de Nashville pasó a llamarse Anne Dallas Dudley Boulevard.